# Rätsel der Nacht
Rätsel der Nacht ist ein 1944 entstandenes reichsdeutsches Kriminaldrama von Johannes Meyer. Die Hauptrollen spielen Kirsten Heiberg, Lotte Koch und Richard Häussler. Der Geschichte liegt eine Filmnovelle von Ludwig Metzger zugrunde.

## Handlung
Der Leiter der Bergsternwarte Oberland, Professor Schott, hat bei seinem Blick durch das Teleskop einen neuen Stern ausfindig gemacht. Er gibt dem Himmelskörper den Namen „Nova Hercules“. Seine beiden Mitarbeiten sind Dr. Gerellis, der soeben von einer Urlaubsreise heimgekehrt ist, und Dr. Alvens. Beide Männer zeigen mehr als dienstliches Interesse an der neuen Sternwartenassistentin Dr. Aenne Bruck, die vom Professor während Gerellis’ Abwesenheit eingestellt worden ist. Gabriele Schott, die deutlich jüngere Gattin des Professors, ist in ihrer Ehe unglücklich und hat sich in Dr. Gerellis verguckt. Sie ist sogar bereit, für Gerellis den angesehenen Sternwartenchef zu verlassen und sich von ihm scheiden zu lassen. Dieser aber will weder seinen Job noch sein gutes Verhältnis zu seinem Chef gefährden und geht daher auf Gabrieles Avancen nicht näher ein. Die wiederum verlangt von ihrem Gatten die Scheidung. Die emotionalen Verstrickungen im Sternenbetrieb führen dazu, dass es bald zwischen allen handelnden Akteuren zu Spannungen kommt. Da geschieht etwas Ungeheuerliches: Professor Schott wird tot aufgefunden, Todesursache: Vergiftung durch Zyankali.
Der Betrieb geht derweil weiter. Astronom Professor van Kempen hat um eine Fotografie von „Nova Hercules“ gebeten, doch scheitert dies Unterfangen an den derzeit herrschenden schlechten Wetterbedingungen. Dr. Alvens ist derweil zur Überzeugung gekommen, dass er bei Aenne nicht landen kann und diese sich für Dr. Gerellis entschieden hat. Der aber wird nun des Mordes an seinem Chef verdächtigt, was Alvens durchaus zupass kommt, beginnt er seinen Rivalen um die Gunst Aennes ausgiebig zu hassen. Derweil trifft ein Schreiben Professor van Kempens ein, in dem dieser sich für die Fotografie von „Nova Hercules“ bedankt. Dies wirft neue Fragen auf. Wer hat ohne Wissen aller anderen doch bereits eine Fotografie vom neuen Stern angefertigt und diese dem renommierten Astronom zukommen lassen? Tatsächlich erweist sich Dr. Alvens als Schurke. Er hatte Prof. Schott, der seine Entdeckung bereits fotografiert hatte, umgebracht. Alvens wird verhaftet, und Aenne und Gerellis können nun eine gemeinsame Zukunft planen.

## Produktionsnotizen
Rätsel der Nacht war eine der letzten deutschen Produktionen, die in den Filmstudios der besetzten Niederlande (Amsterdam und Den Haag) gedreht wurden. Die Aufnahmen begannen im September 1944 und wurden wohl noch vor Jahresende abgeschlossen. Bei Kriegsende 1945 befand sich der Film in der Musik-Synchronisation. Ob und wann dieser Film, der nach 1945 von der ostzonalen DEFA übernommen wurde, in der DDR uraufgeführt wurde, ist unbekannt. Eine bundesdeutsche Premiere kann nicht festgestellt werden.
Arthur Kiekebusch war Produktionsleiter. Herbert Nitzschke und Christian Hermann schufen die Filmbauten.
Kirsten Heiberg sang das einzige Lied des Films, Das bleibt doch unter uns.

## Kritik
Da eine für 1950 vorgesehene Premiere nicht nachgewiesen werden kann, liegen auch keine Kritiken vor.